# Ectatomma muticum
Ectatomma muticum är en myrart som beskrevs av Mayr 1870. Ectatomma muticum ingår i släktet Ectatomma och familjen myror. Inga underarter finns listade i Catalogue of Life.